# 溫良 (永樂進士)
温良，山西山陰人，明朝政治人物。進士出身。

## 生平
明成祖永樂九年，辛卯科山西鄉試中舉。明成祖永樂十九年（1421年）辛丑科進士，授戶部郎中。